# SKOS
SKOS (Simple Knowledge Organization System) is een algemeen datamodel om kennissystemen (Knowledge Organization Systems) intern als een thesaurus te organiseren en extern onderling op definities van concepten te kunnen vergelijken.
SKOS is gebouwd op RDF en RDFS, met als hoofddoel om te voorzien in gemakkelijk te publiceren en te controleren koppelingen voor het semantisch web. SKOS is ontwikkeld in het W3C framework. In mei 2015 werd SKOS door de Nederlandse overheid als een verplichte standaard aangenomen.

## Geschiedenis
SKOS is op 18 augustus 2009 officieel door het W3C als standaard erkend.

## SKOS en andere semantische web standaarden
SKOS heeft de structuur van een thesaurus en is daardoor meer op de onderlinge hiërarchische relatie van concepten gericht (bredere term, engere term) dan de webtaal OWL, die meer omvat dan alleen het thesaurusaspect. OWL kent meer complexe conceptstructuren om metadata te genereren en verwijsapplicaties te ondersteunen.
Op 13 december 2012 heeft de W3C het harmonisatiedocument gepubliceerd, dat SKOS en de nieuwe ISO thesaurusstandaard 25964 van Stella Dextre Clarke op elkaar afstemt.